# Chao Yao-tung
Chao Yao-tung (chiń. upr. 赵耀东; chiń. trad. 趙耀東; pinyin Zhào Yàodōng; ur. 29 września 1916 w Szanghaju, zm. 20 sierpnia 2008 w Tajpej) – tajwański polityk i ekonomista.
Ukończył studia na uniwersytecie w Wuhanie oraz Massachusetts Institute of Technology. W latach 1949–1970 piastował stanowiska kierownicze w kilku wielkich firmach tekstylnych, m.in. Jong-Been Textile, Vietnam Textile i Singapore Textile Industries. Był współzałożycielem powołanej w 1971 roku China Steel Corporation, w latach 1978–1981 zajmując posadę jej dyrektora.
W latach 1981–1984 pełnił urząd ministra gospodarki Republiki Chińskiej, następnie od 1984 do 1988 roku był ministrem stanu oraz przewodniczącym Komisji Planowania Gospodarczego i Rozwoju. Później, do 1999 roku, był doradcą prezydenta. Uznawany jest za jednego z ekonomistów związanych z tajwańskim cudem gospodarczym.